# نيل إيفرت
نيل إيفرت (بالإنجليزية: Neil Everett)‏ هو صحفي أمريكي، ولد في 1962 في بورتلاند في الولايات المتحدة.

## وصلات خارجية
- نيل إيفرت على موقع IMDb (الإنجليزية)
- نيل إيفرت على موقع قاعدة بيانات الفيلم (الإنجليزية)